# Football Club de Metz 1978-1979
Questa voce raccoglie le informazioni riguardanti il Football Club de Metz nelle competizioni ufficiali della stagione 1978-1979.

## Maglie e sponsor
Gli sponsor tecnici per la stagione 1977-1978 sono Le Coq Sportif per il campionato e Adidas per la Coppa di Francia, mentre gli sponsor ufficiali sono Fiat per il campionato e Perrier per la coppa nazionale.
| Manica sinistra · Maglietta · Manica destra · Pantaloncini · Calzettoni | Manica sinistra · Maglietta · Manica destra · Pantaloncini · Calzettoni | Manica sinistra · Manica sinistra · Maglietta · Maglietta · Manica destra · Manica destra · Pantaloncini · Calzettoni |  |

## Risultati

### Coppa di Francia
| Arbitro: | Vigliani |

|                                      |           |               |
| Kasperczak 11’ Hinschberger 62’, 79’ | Marcatori | 76’ Knockaert |

| Arbitro: | Girard |

|  |           |                          |
|  | Marcatori | 52’ Faret 57’ Pellegrini |

| Arbitro: | Wurtz |

|            |           |  |
| Truqui 40’ | Marcatori |  |